# Realengracht
De Realengracht is een gracht in de binnenstad van Amsterdam, stadsdeel Centrum. De gracht ligt aan de zuidzijde van het Realeneiland en verbindt het knooppunt van de Smallepadsgracht en de Prinseneilandsgracht met het Westerdok ter hoogte van de Zandhoek. Ten zuiden van de gracht liggen het Prinseneiland en het Bickerseiland. De Realengracht heeft als enige gracht in Amsterdam nog twee houten ophaalbruggen, de bruggen nrs. 316 en 320.

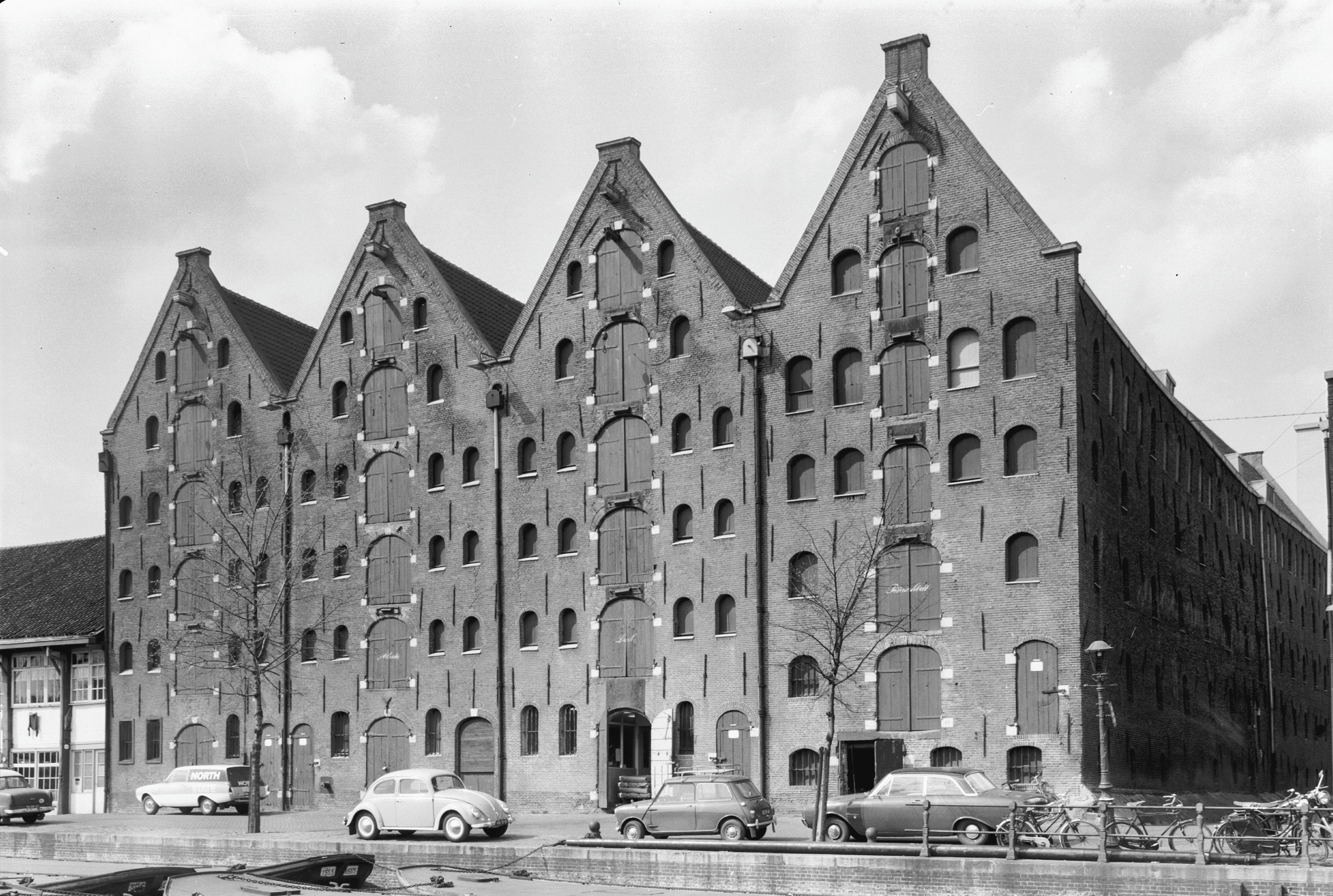
Pakhuizen aan de Realengracht; 1964.
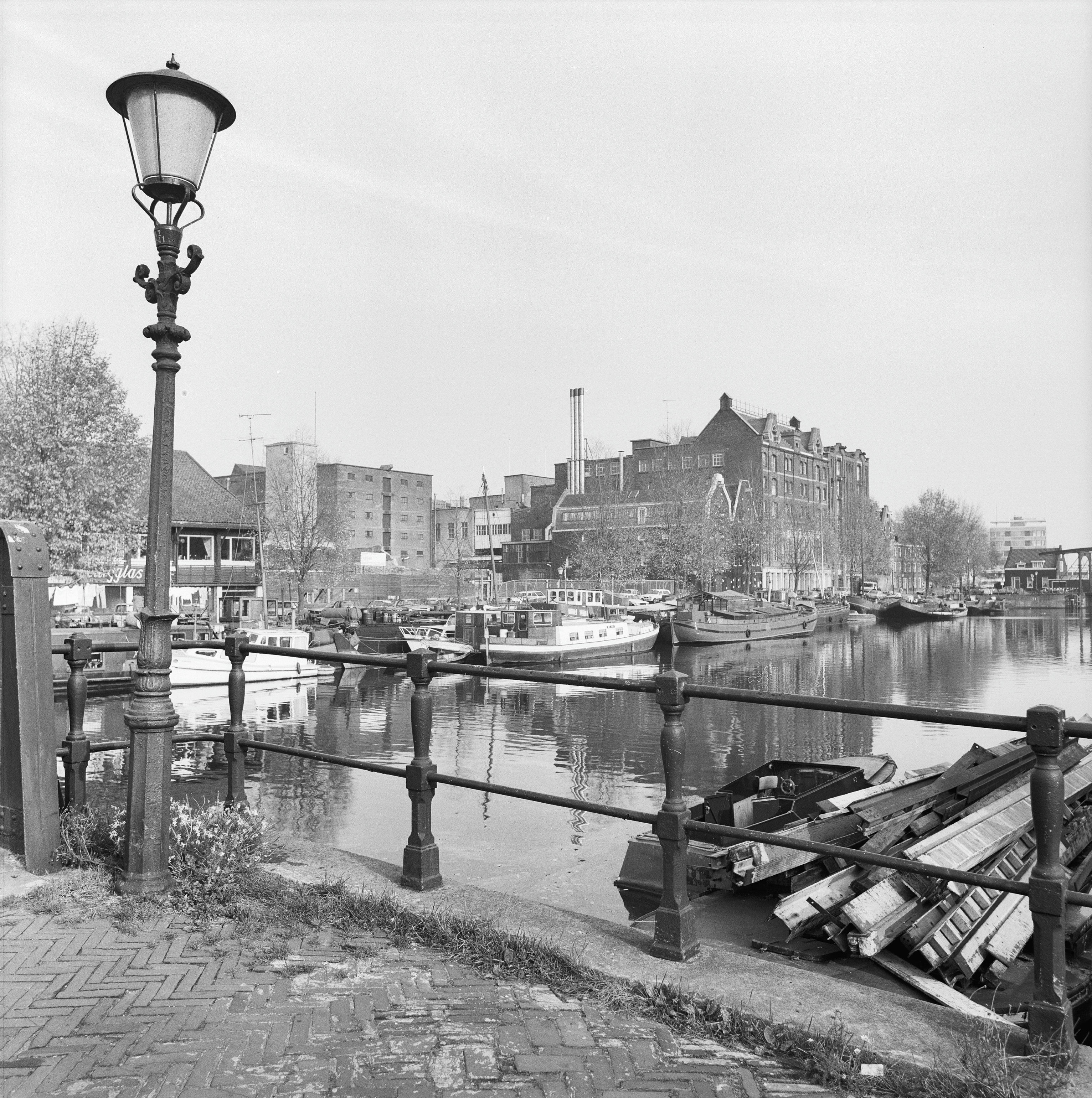
Overzicht van de Realengracht; 1978.
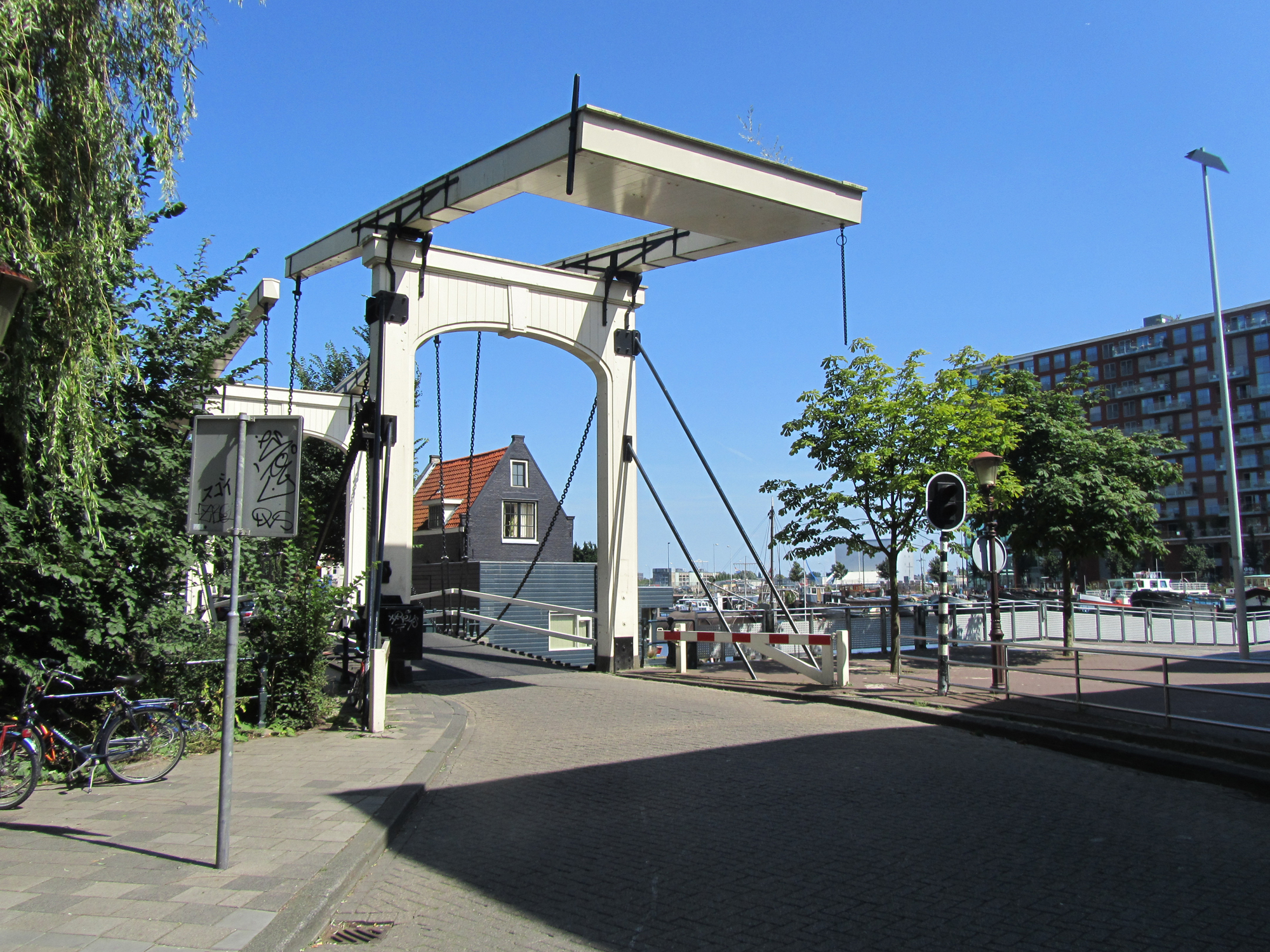
Brug nr. 316 (Zandhoekbrug), hoek Realengracht / Westerdok